# Feldflieger Abteilung
Le Feldflieger Abteilung (abbreviato: FFA, in italiano compagnia aerea da campo) sono state le prime piccole unità aeree con funzioni generiche del Deutsches Heer, l'esercito dell'Impero tedesco, durante la prima guerra mondiale (1914-1918).

## Composizione

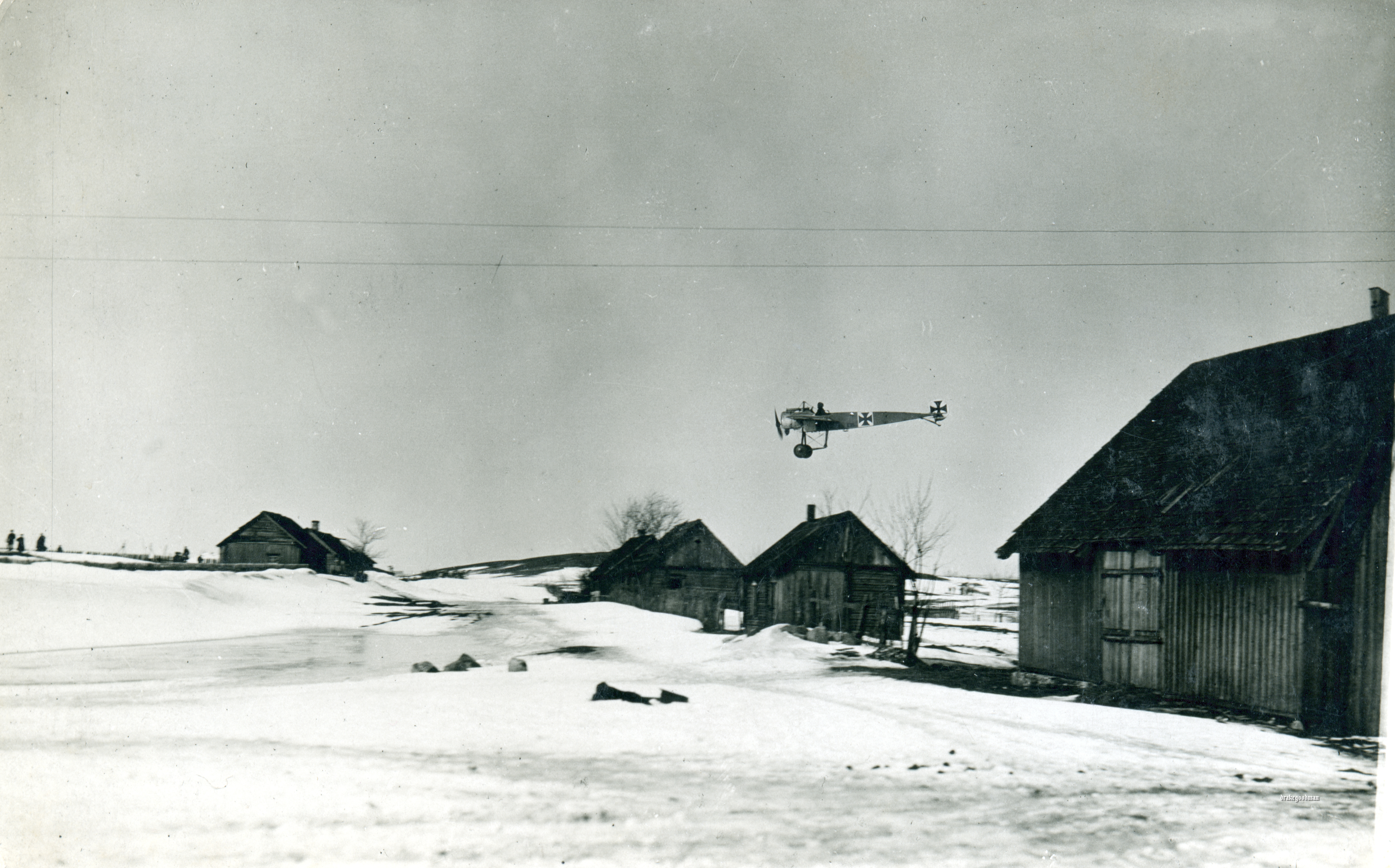
Fokker E.II 35/15 della FFA 14 in fase di atterraggio

L'utilizzo di aeroplani come strumento di ricognizione tattica è stato istituito dall'esercito imperiale tedesco nel mese di giugno del 1911. Il precedente utilizzo era limitato a fornire segnalazioni e relazioni post-volo.
All'inizio della prima guerra mondiale vi erano 33 unità, assegnate a ciascuna delle 8 sedi degli ispettorati e a ciascuno dei 25 corpi d'armata. Ogni unità aveva un numero di designazione di solito identico al numero dell'unità dell'esercito a cui era stata assegnata. Ogni unità aerea veniva dotata di 6 aeroplani di "categoria A" (velivoli monoplano privi di ogni armamento) o "categoria B" (velivoli biplano biposto privi di ogni armamento).
Nel mese di marzo del 1915 il numero di Feldflieger Abteilung era raddoppiato e nel 1916, a seguito di una riorganizzazione dell'aviazione tedesca, vennero accorpate e create unità specializzate nelle missioni di caccia e bombardamenti, note rispettivamente come Jagdstaffeln e Kampfgeschwader.